# Judapest
Judapest est un terme antisémite, parfois hungarophobe, servant à mettre en exergue la part importante de population juive à Budapest à la fin du XIXe et dans la première moitié du XXe siècle. La paternité du concept est attribuée à Karl Lueger, bourgmestre de Vienne de 1897 à 1910. Celui-ci est largement repris par la presse d'extrême-droite et atteint son apogée durant la Seconde Guerre mondiale. Chez Adolf Hitler, la notion était également une façon de dénigrer la Hongrie et les Hongrois. 